# Eusebio Poncela
Eusebio Poncela Aprea (Madrid, 15 settembre 1947) è un attore spagnolo.

## Biografia
Nato e cresciuto nel barrio madrileno di Vallecas in una famiglia operaia, dopo aver completato gli studi di arte drammatica ha cominciato la sua carriera in teatro, debuttando a metà degli anni sessanta con l'opera Mariana Pineda. È protagonista in Romeo e Giulietta con María José Goyanes e uno dei suoi primi successi al Teatro Español di Madrid è in Marat/Sade con la compagnia di Adolfo Marsillach. 
A partire dagli anni settanta inizia ad alternare i lavori teatrali con l'attività cinematografica e televisiva. Per la serie televisiva teatrale Estudio 1 è protagonista ne I masnadieri di Schiller a fianco di Juan Diego e Marisa Paredes. Al cinema alterna ruoli secondari a ruoli di protagonista e tra i suoi primi lavori cinematografici ci sono Fuenteovejuna (1972) e La muerte del escorpión (1975). 
Il primo lavoro cinematografico importante è nel ruolo del protagonista in Ogro di Gillo Pontecorvo (1979) e l'anno successivo sempre protagonista come José Sirgado nel film di avanguardia Arrebato di Iván Zulueta.
La popolarità presso il grande pubblico arriva con la partecipazione alla serie televisiva Los gozos y las sombras (1985) su TVE1 e in seguito nel ruolo del protagonista Pepe Carvalho ne Las aventuras de Pepe Carvalho, sempre su TVE.
Negli anni ottanta diviene popolare anche come attore di cinema spagnolo, recitando con Pedro Almodóvar in Matador (1986) e ne La legge del desiderio (1987) nel ruolo del protagonista Pablo. Sempre negli stessi anni lavora anche con Pilar Miró in Werther (1986), con Carlos Saura in A peso d'oro (1988), con Francisco Regueiro in Diario d'inverno (1988) e Imanol Uribe ne Il re stupito (1991).
Si trasferisce poi per un periodo in Argentina, dove tra gli altri lavori compare nel videoclip del brano Matador del gruppo rock argentino Los Fabulosos Cadillacs e viene chiamato da Adolfo Aristarain per interpretare il ruolo di Dante in Martín (Hache) (1997).
Tornato in Spagna, nel 2001 è coprotagonista con Ángela Molina di Sagitario, film di esordio alla regia di Vicente Molina Foix. Nello stesso anno partecipa insieme a Max von Sydow a Intacto, ottenendo una candidatura al Premio Goya come miglior attore, e in Tuno negro.
Nel 2004 al Festival internazionale del cinema di Gijón riceve il premio nazionale "Nacho Martínez " e l'anno successivo recita nel film argentino Hermanas di Julia Solomonoff ambientato durante gli anni della dittatura argentina e nel periodo immediatamente successivo alla sua caduta. Senza mai interrompere l'attività teatrale, per il cinema compare anche in Remake (2006), Los Borgia (2006) e Teresa: el cuerpo de Cristo (2007).
Nel 2013 interpreta il ruolo di Francisco Jiménez de Cisneros nella serie televisiva Isabel, ruolo ripreso anche successivamente in altre serie televisive come Carlos, rey emperador (2015), la prima stagione de El Ministerio del Tiempo (2015) e La corona partida (2016).

## Filmografia parziale

### Cinema
- Pastel de sangre, regia di Francesc Bellmunt, Jaime Chávarri, Emilio Martínez Lázaro, José María Vallés (1971)
- L'appartamento del 13º piano (La semana del asesino), regia di Eloy de la Iglesia (1972)
- Fuenteovejuna, regia di Juan Guerrero Zamora (1972)
- La casa sin fronteras, regia di Pedro Olea (1972)
- Zumo, regia di Álvaro del Amo, 1972
- Separación matrimonial, regia di Angelino Fons, 1973
- El asesino está entre los trece, regia di Javier Aguirre (1973)
- Larga noche de julio, regia di Lluís Josep Comerón (1974)
- La muerte del escorpión, regia di Gonzalo Herralde (1975)
- In Memoriam, regia di Enrique Brasó (1977)
- Mi blanca Varsovia, regia di Javier Quintana (1978)
- Ogro, regia di Gillo Pontecorvo (1979)
- Arrebato, regia di Iván Zulueta (1980)
- Sus años dorados, regia di Emilio Martínez-Lázaro (1980)
- Just a film (Una película), regia di Rafael Moleón (1981)
- Fra parentesi (Entre paréntesis), regia di Simon Fabregas (1982)
- Crónica del alba. Valentina, regia di Antonio José Betancor (1982)
- Il regolamento (El arreglo), regia di José A. Zorrilla (1983)
- Werther, regia di Pilar Miró (1986)
- Matador, regia di Pedro Almodóvar (1986)
- La legge del desiderio (La ley del deseo), regia di Pedro Almodóvar (1987)
- A peso d'oro (El Dorado), regia di Carlos Saura (1988)
- Diario d'inverno (Diario de invierno), regia di Francisco Regueiro (1988)
- Continental, regia di Xavier Villaverde (1989)
- El invierno en Lisboa, regia di José A. Zorrilla (1990)
- Il re stupito (El rey pasmado), regia di Imanol Uribe (1991)
- El juego de los mensajes invisibles, regia di Juan Pinzás (1992)
- El beso del sueño, regia di Rafael Moreno Alba (1992)
- Il labirinto greco (El laberinto griego), regia di Rafael Alcázar (1993)
- Martín (Hache), regia di Adolfo Aristarain (1997)
- Intacto, regia di Juan Carlos Fresnadillo, (2001)
- Occhi di cristallo, regia di Eros Puglielli (2004)

### Televisione
- Los gozos y las sombras (1985)
- Las aventuras de Pepe Carvalho (1986)
- Delirios de amor (1989)
- Isabel (2013-2014)
- Carlos, rey emperador (2015)
- El Ministerio del Tiempo (2015)
- La corona partida (2016)
- Merlí: Sapere Aude (2021)

## Doppiatori italiani
- Massimo Giuliani in Ogro
- Claudio De Davide in La legge del desiderio
- Angelo Maggi in Intacto
- Sergio Di Stefano in Black Symphony
- Francesco Prando in Merlí: Sapere Aude